# 기업의 소셜 미디어 활용
기업의 소셜 미디어 활용은 다양한 방식으로 이루어진다. 데스크탑 컴퓨터를 통해 접근하는 소셜 미디어는 광범위한 산업 분야의 기업들에 여러 기회를 제공하지만, 태블릿 컴퓨터나 스마트폰을 통해 이동 중에도 접근 가능한 모바일 소셜 미디어는 사용자의 위치 및 시간에 민감한 인지 덕분에 기업에 유리하게 작용한다. 모바일 소셜 미디어 도구는 마케팅 조사, 커뮤니케이션, 판촉/할인, 비공식적인 직원 학습/조직 개발, 관계 형성/고객 충성도 프로그램, 전자상거래 등 다양한 용도로 활용될 수 있다.
- 마케팅 조사: 모바일 소셜 미디어 애플리케이션은 이전에는 온라인 기업만 접근 가능했던 수준의 오프라인 소비자 이동에 대한 세부 정보를 기업에 제공한다. 이러한 애플리케이션은 소셜 미디어를 사용하는 고객이 특정 매장을 방문한 정확한 시간을 파악할 수 있게 하며, 방문 중 남긴 소셜 미디어 댓글도 확인할 수 있게 한다.[1]
- 커뮤니케이션: 모바일 소셜 미디어를 통한 커뮤니케이션은 두 가지 형태로 나뉜다. 하나는 기업에서 소비자에게 전달되는 방식으로, 기업은 소비자의 위치를 기반으로 연결을 형성하고 주변 장소에 대한 리뷰를 제공할 수 있다. 다른 하나는 사용자 생성 콘텐츠이다. 예를 들어, 맥도날드는 자사 매장 중 한 곳에서 체크인한 사용자 중 무작위로 100명을 선정하여 5달러 또는 10달러 상당의 상품권을 제공하였다. 이 프로모션은 체크인을 33% 증가시켰고(2,146건에서 2,865건으로), 50개 이상의 기사 및 블로그 포스팅을 유도했으며, 수십만 건의 뉴스피드 및 트위터 메시지를 촉발하였다.[1]
- 판촉 및 할인: 과거에는 고객이 인쇄된 쿠폰을 사용해야 했지만, 모바일 소셜 미디어는 특정 시간에 특정 사용자에게 맞춤형 프로모션을 제공할 수 있게 한다. 예를 들어, 버진 아메리카는 캘리포니아-칸쿤 노선을 개설하면서, 2010년 8월 31일 오전 11시부터 오후 3시 사이에 샌프란시스코 또는 로스앤젤레스에 위치한 세 곳의 지정된 타코 트럭 중 한 곳에서 Loopt(영어판)를 통해 체크인한 사용자에게 타코 두 개를 1달러에 제공하고, 캉쿤 또는 카보산루카스로 가는 항공편 두 장을 하나의 가격에 제공하는 프로모션을 진행했다.[1] 이 특별 프로모션은 특정 시간에 특정 장소에 있는 사람들에게만 제공되었다.
- 관계 형성 및 고객 충성도 프로그램: 고객과의 장기적인 관계를 강화하기 위해 기업은 소셜 미디어를 통해 자주 체크인하는 고객에게 할인이나 혜택을 제공하는 충성도 프로그램을 개발할 수 있다. 예를 들어, 아메리칸 이글 아웃피터스는 이러한 고객에게 총 구매액의 10%, 15%, 또는 20%를 할인하는 계층형 보상을 제공한다.[1]
- 비공식적인 직원 학습 및 조직 개발은 소셜 미디어를 통해 촉진된다.[2] 블로그, 위키 페이지, 웹 포럼, 소셜 네트워크 및 기타 소셜 미디어와 같은 기술은 기술 기반 학습(TEL) 도구로 작용하며, 사용자들은 조직 구조, 문화, 지식 관리의 변화를 인지한다.[3] 소셜 미디어를 성공적으로 사용하기 위한 전제 조건은 이러한 신기술을 사용하고자 하는 동기부여된 직원들이다. 기업이 소셜 미디어 사용 의지를 결정하는 요인을 이해하는 것은 핵심적이다.[4]
- 고객 서비스 및 지원: 기업은 고객 서비스 및 지원에 소셜 미디어 플랫폼을 활용함으로써 비용을 절감하고 수익 및 고객 만족도를 높일 수 있다. 소셜 미디어 도구를 사용하면 기업은 고객들과 쉽게 광범위하게 접촉할 수 있으며, 동시에 자사 브랜드에 대한 인지도를 높일 수 있다.[5]
- 전자상거래: 소셜 미디어 사이트는 점점 더 마케팅 친화적인 전략을 도입하여 사용자, 기업, 그리고 네트워크 자체 모두에게 이익이 되는 플랫폼을 조성하고 있으며, 이는 전자상거래 또는 온라인 구매의 인기 및 접근성을 높이고 있다. 기업의 제품이나 서비스에 대한 의견을 게시하는 사용자는 온라인 친구 및 지인들과 자신의 견해를 공유함으로써 혜택을 누린다. 기업은 자사 제품이나 서비스가 소비자에게 어떻게 인식되는지를 파악할 수 있다는 점에서 이익을 얻는다. 아마존과 핀터레스트와 같은 모바일 소셜 미디어 애플리케이션은 전자상거래의 인기 및 접근성 향상에 영향을 미치기 시작했다.[6]

전자상거래 기업은 소셜 미디어를 소비자 생성 미디어(CGM)라고 부르기도 한다. 모든 소셜 미디어 정의에서 공통적으로 나타나는 요소는 기술과 사회적 상호작용의 결합을 통해 기업이나 조직에 가치를 공동 창출한다는 점이다. 사람들은 전자 및 인쇄 매체로부터 귀중한 정보, 교육, 뉴스 및 기타 데이터를 얻는다. 소셜 미디어는 신문, 잡지, 텔레비전, 영화와 같은 산업 및 전통 매체와 구별되며, 비교적 저렴한 마케팅 도구이고 접근성이 매우 높다. 소셜 미디어는 개인을 포함한 누구나 쉽게 정보를 게시하거나 접근할 수 있도록 한다. 산업 매체는 일반적으로 정보를 게시하기 위해 상당한 자원이 필요하고, 대부분의 경우 기사는 출판되기 전 여러 차례의 수정 과정을 거친다. 이 과정은 비용을 증가시키며, 그 결과 시장 가격 또한 높아진다. 원래 소셜 미디어는 개인만이 사용했으나, 현재는 기업과 비영리 단체, 정부 및 정치 분야에서도 사용된다.
소셜 미디어와 산업 매체 모두 소규모 또는 대규모 청중에게 도달할 수 있다는 공통 특성이 있다. 예를 들어, 블로그 게시물이나 텔레비전 프로그램 모두 아무도 보지 않거나 수백만 명이 시청할 수 있다. 소셜 미디어와 산업 매체의 차이를 설명하는 데 도움이 되는 몇 가지 속성은 다음과 같다:
1. 품질: 산업(전통) 출판은 출판사를 매개로 하여 품질의 범위가 대체로 좁고(높은 품질로 치우침), 틈새 시장이나 사용자 생성 콘텐츠가 주를 이루는 소셜 미디어에서는 품질의 분포가 매우 다양하다. 소셜 미디어 콘텐츠의 주요 과제는 품질의 분산이 크다는 점으로, 매우 고품질의 항목부터 저품질, 때로는 악의적이거나 부적절한 콘텐츠까지 포함된다.[8]
2. 도달 범위: 산업 매체와 소셜 미디어 모두 규모를 제공하며 전 세계 청중에게 도달할 수 있다. 그러나 산업 매체는 일반적으로 조직, 제작, 배포에 있어 중앙 집중적인 틀을 사용하지만, 소셜 미디어는 본질적으로 더 분산되어 있고, 덜 위계적이며, 다수의 생산 및 활용 지점을 가진다는 점에서 차별화된다.
3. 접속 빈도: 사용자가 하루에 특정 매체에 접속하는 횟수를 의미한다. 젊은 층과 같이 소셜 미디어를 자주 사용하는 사람들은 하루에도 여러 번 계정에 접속한다.
4. 접근성: 산업 매체의 생산 수단은 일반적으로 정부나 기업(민간 소유)이 소유하지만, 소셜 미디어 도구는 대부분 대중에게 저렴하거나 무상으로 제공되며 광고 수익으로 운영된다. 소셜 미디어 도구는 인터넷과 컴퓨터 또는 모바일 기기에 접근 가능한 사람이라면 누구나 사용할 수 있지만, 디지털 격차로 인해 가장 빈곤한 계층은 인터넷과 컴퓨터에 접근하지 못한다. 저소득층은 비교적 값싼 텔레비전이나 라디오를 통해 전통 매체에 더 쉽게 접근할 수 있다. 또한 많은 지역에서는 텔레비전이나 라디오 소유자가 공중파 방송을 무료로 시청하거나 청취할 수 있지만, 컴퓨터나 모바일 기기를 소유한 사람은 소셜 미디어 사이트에 접근하기 위해 인터넷 접속이 필요하다.
5. 사용 용이성: 산업 매체 제작은 일반적으로 전문 기술과 훈련을 요한다. 예를 들어, 1970년대에는 팝송을 녹음하려면 고가의 전문 녹음실을 대여하고 음향 기술자를 고용해야 했다. 반면에, 소셜 미디어 활동 대부분은 기존 기술의 약간의 재해석만으로 가능하다(사용자가 웹 2.0 기술을 이해한다고 가정할 때). 이론상 인터넷에 접근할 수 있는 사람이라면 누구나 소셜 미디어 제작 수단을 활용해 디지털 사진, 동영상, 텍스트를 온라인에 게시할 수 있다.
6. 즉시성: 산업 매체에 의해 생산된 커뮤니케이션은 내용이 여러 편집자와 사실 확인자를 거치는 과정 때문에 며칠, 몇 주, 심지어 몇 달까지 소요될 수 있지만, 소셜 미디어는 사실상 즉각적인 반응이 가능하다. 소셜 미디어의 즉시성은 일반인이 자신의 의견과 정보를 즉시 전달할 수 있다는 점에서 강점으로 여겨지며, 동시에 사실 확인이나 편집상의 ‘문지기’ 부재로 인해 날조나 가짜 뉴스가 유통될 수 있다는 점에서 약점으로 간주되기도 한다.
7. 영속성: 산업 매체는 한 번 제작되면 수정이 불가능하다(예: 잡지 기사나 종이책이 인쇄되고 배포되면, 그 인쇄물 내의 기사 수정은 불가능하다). 반면 소셜 미디어 게시물은 사용자의 의사나 다른 독자의 댓글에 따라 거의 즉시 수정이 가능하다.

커뮤니티 미디어는 산업 매체와 소셜 미디어의 혼합 형태이다. 지역 사회가 소유하지만, 일부 커뮤니티 라디오, 텔레비전, 신문은 전문가가 운영하고, 일부는 비전문가가 운영한다. 이들은 산업 매체와 소셜 미디어 틀을 모두 사용한다. 소셜 미디어는 또한 홍보(PR) 전문가들이 업무를 수행하는 방식에 변화를 가져온 것으로도 인식되고 있다. 소셜 미디어는 사람들이 기업, 브랜드, 제품에 대해 자유롭게 의견을 교환할 수 있는 개방된 장을 제공한다. 독 서얼스와 데이비드 와그너는 “홍보에서 가장 뛰어난 사람들은 전통적인 PR 담당자가 아니라, 검열자가 아닌 기업의 최고의 대화 상대자임을 이해하는 사람들이다”라고 말하였다. 소셜 미디어는 사용자와 PR 전문가가 대화할 수 있는 환경을 제공하며, PR 전문가가 브랜드를 홍보하고, 자사 제품에 대한 대중의 의견을 듣고 반응함으로써 기업 이미지를 개선할 수 있는 기회를 제공한다.

## 인터넷이 기업 환경에 미친 영향
인터넷 사용의 증가는 미국 경제의 경쟁 구조에 중대한 영향을 미쳤으며, 이는 대기업과 중소기업에 차별적으로 작용하였다. 여러 연구에 따르면, 중소기업이 인터넷에 접근함으로써 얻는 주요 이점은 직접적 및 간접적 네트워크 효과, 낮은 탐색 비용, 그리고 가격 분산의 감소이다. 반면, 주요 단점으로는 소비자와의 제한된 상호작용 및 증가된 지출이 있다.
중소기업을 통해 경쟁을 촉진해야 할 여러 이유가 존재한다. 특히, 중소기업은 소비자에게 더 많은 이익을 제공하며, 이는 보다 평등한 소득 분배, 일자리 창출, 중산층의 확대 등으로 이어질 수 있다.
맥킨지 글로벌 연구소(McKinsey Global Institute)의 연구에 따르면, 지난 5년간 인터넷은 선진국 경제에서 국내총생산(GDP) 성장의 주요 동력이 되었으며, GDP 증가율의 21%를 차지했다. 인터넷은 간접적 및 직접적 네트워크 효과가 존재하는 양면 시장(two-sided market)으로 간주된다. 직접적 네트워크 효과는 사용자 수가 증가함에 따라 서비스의 효용이 증가하는 현상을 의미한다. 간접적 네트워크 효과는 두 사용자 집단 이상의 수요와 관련되며, 한 사용자 집단의 가치가 다른 사용자 집단이 애플리케이션에 참여함에 따라 증가할 때 정의된다.
중소기업은 간접적 네트워크 효과 하에서 성장할 수 있는데, 이는 더 많은 구매자와 판매자를 유도하기 때문이다. 온라인 비즈니스의 한 측면에서 참가자가 늘어나면, 다른 시장 측면에서도 참가자가 증가하게 된다. 반면, 직접적 네트워크 효과는 사용자 기반의 크기와 관련되며, 따라서 대기업에 유리하다. 예를 들어, 하우캅(Haucap)과 하임쇼프(Heimeshoff)의 인터넷 기반 지배적 서비스에 관한 연구는 스카이프(Skype), 페이스북(Facebook), 링크드인(LinkedIn)과 같은 통신 네트워크의 경우, 소비자가 얻는 효용은 다른 사용자들의 존재에 의존한다는 사실을 보여준다.
인터넷 접근으로 영향을 받은 산업 중 하나는 신문 산업이다. 뉴스 산업은 보다 폭넓은 온라인 뉴스 미디어와 경쟁 관계에 있다. 전(Jeon)과 나스르(Nasr)의 논의에 따르면, 신문 독자의 57%가 이제 디지털 매체를 통해 뉴스 정보를 얻는다. 이 연구는 인터넷의 존재가 신문 산업에 부정적인 영향을 미쳤다고 명시하고 있지만, 동시에 중소기업이 대형 뉴스 독점을 약화시킨 방식도 보여준다. 대기업은 자신들의 뉴스 정보를 소규모 뉴스 회사로부터 수집하기 때문에, 독자들은 이러한 기사들을 통해 소규모 회사의 웹사이트로 이동할 수 있게 된다. 이는 소비자 상호작용을 증대시키고, 중소기업의 고품질 뉴스 제작에 대한 의지를 자극한다.
탐색 비용은 정보를 찾는 데 드는 비용으로 정의된다. 인터넷을 통해 정보를 더 쉽게 찾고 비교할 수 있다. 낮은 탐색 비용은 소비자들이 특정 제품에 대해 다양한 가격 정보를 수집할 수 있도록 하며, 이는 가격 분산을 줄인다. 인터넷은 다양한 제품을 생산하는 여러 소매업체를 제공함으로써 소비자 지출을 지원한다. 이러한 다양한 가격 분산은 인터넷 상에서 기업의 존재가 증가함에 따라 독특하고 희귀한 제품을 찾기 쉬워져, 보다 경쟁적인 구조를 지원함을 보여준다.
중소기업이 겪는 단점으로는 기업과 소비자 간의 상호작용이 제한적이며, 지출이 매우 크다는 점이 있다. 『뉴욕 타임즈(The New York Times)』는 디트로이트에 위치한 소기업으로 분류되는 식료품 소매업체 "홀리데이 마켓(Holiday Market)"에 대해 보도하였다. 이 매장은 고객을 위한 온라인 쇼핑 도입으로 매출이 20% 증가하였다. 그러나 수익이 급증했음에도 불구하고, 이 중소 식료품 소매업체가 온라인 상에서 존재감을 유지하기 위해 해결해야 할 물류상의 도전 과제들이 존재했다. 그 중 하나는 비용 문제였다. 점주는 온라인 주문을 신선하게 보관하기 위한 공간을 매장 내에 마련하는 데 얼마나 많은 비용이 들었는지를 설명하였다. 또한 온라인 주문 수요 증가로 인해, 그는 매장에서 직접 제품을 구매해주는 직원들을 더 고용해야 했다.

## 성과상의 이점
소셜 미디어 자원이 비즈니스 성과 역량으로 전환되는 경로는 여섯 가지가 있다:
1. 사회적 자본(Social capital): 소셜 미디어가 기업과 조직의 사회와의 관계에 얼마나 영향을 미치는지, 그리고 조직이 소셜 미디어를 활용함으로써 기업의 사회적 성과 역량을 얼마나 향상시키는지를 나타낸다.
2. 드러난 선호(Revealed preferences): 고객의 선호(예: ‘좋아요’, 팔로워 수 등)를 소셜 미디어를 통해 얼마나 노출시키는지를 의미하며, 이를 통해 기업의 재무 역량(예: 주가, 수익, 이익 등)이 얼마나 증가하는지 또는 비영리 기관의 경우 기부금, 자원봉사율 등의 향상으로 이어지는지를 나타낸다.
3. 소셜 마케팅(Social marketing): 온라인 대화, 링크 공유, 온라인 존재감, 문자 메시지 발송 등과 같은 소셜 마케팅 자원이 기업의 재무 성과(예: 매출, 신규 고객 확보) 또는 비영리 기관의 자발적 부문 목표를 얼마나 향상시키는지를 나타낸다.
4. 기업 내 소셜 네트워킹(Social corporate networking): 기업 또는 조직 직원들이 동종 업계의 다른 사람들, 고객, 일반 대중 등과 맺는 비공식적인 연결을 의미하며, 이는 소셜 네트워크를 통해 형성된다. 기업 내 소셜 네트워킹은 다양한 방식으로 운영 성과 역량을 향상시킬 수 있으며, 예를 들어 영업 직원이 새로운 고객을 찾거나, 마케팅 직원이 고객의 요구와 수요를 파악하거나, 경영진이 자사 전략이나 접근법에 대한 대중의 인식을 이해하는 데 도움이 된다.
5. 소비자 의사결정에 대한 영향(Influence on consumer decisions): 기술의 지속적인 발전과 함께, 소셜 미디어는 소비자가 기업이 제공하는 제품이나 서비스를 구매하는 결정에 영향을 미친다. 반대로, 소셜 미디어는 인터넷 혁명 초기부터 기업 규모에 상관없이 브랜드의 판매를 증가시키는 중요한 요소로 자리 잡았다. 2017년까지의 소비자 행동을 바탕으로 이를 증명하는 많은 연구가 있으며, 2018년 초에도 소셜 미디어가 기업 마케팅에 얼마나 효과적인지와 이를 중점적으로 다뤄야 하는 중요성을 확인하는 보고서들이 많이 발표될 예정이다.[19]
6. 웹사이트 트래픽 증가(Increase website traffic): 소셜 미디어의 주요 이점 중 하나는 웹사이트로의 트래픽 유도이다. 계정에 웹사이트 콘텐츠가 포함되어 있다면 페이지 조회 수를 증가시킬 수 있다. 웹사이트로의 링크 존재는 대중이 해당 브랜드에 대해 더 많이 알 수 있도록 도와준다.

기업과 기타 조직이 소셜 미디어를 활용하여 제품 및 서비스 개발에 전문가, 고객, 공급자, 직원을 참여시킬 수 있는 네 가지 도구 또는 접근 방식이 있다. 이러한 도구 및 접근 방식은 기업의 역량과 성과를 개선하는 데 활용될 수 있다:
1. 고객 관계 관리(Customer Relationship Management, CRM): CRM은 현재 및 잠재 고객과의 상호작용을 관리하기 위한 접근 방식으로, 고객과 기업의 관계 이력 데이터를 분석하여 관계를 개선하고, 특히 고객 유지(영어판)를 중점으로 하여 궁극적으로 판매 성장으로 연결시키려 한다. CRM 접근 방식의 핵심 요소 중 하나는 기업 웹사이트, 전화, 이메일, 실시간 채팅, 마케팅 자료, 소셜 미디어 등 다양한 커뮤니케이션 채널에서 데이터를 수집하는 CRM 시스템이다. CRM 접근 방식과 이를 지원하는 시스템을 통해 기업은 타깃 고객군을 더 잘 이해하고, 이들의 요구에 효과적으로 대응하는 방법을 알게 된다. 그러나 CRM 접근 방식을 도입하는 경우, 특정 소비자 집단에 대한 편애로 인해 다른 고객의 불만이 발생하고 CRM 본래의 목적이 무색해지는 경우도 발생할 수 있다.
2. 혁신(Innovation): 마이클 사이처(Michael Szycher)에 따르면, 혁신은 “새로운 아이디어, 장치 또는 방법”이며, 새로운 수요를 충족시키거나 새로운 문제를 해결하는 더 나은 해결책의 사용이다.[21] 이를 위해 시장, 정부, 사회는 더 효과적인 제품, 프로세스, 서비스, 기술, 비즈니스 모델을 요구한다.[21] 혁신은 공학적 과정을 통해 발생하는 독창적인 결과로서 시장에 진입할 수 있는 성격을 지니며, 발명과 유사하다.[21] 산업 경제학에서 혁신은 증가하는 소비자 수요를 충족시키는 방식으로 작용한다.[21]
3. 훈련: 소셜 미디어를 능숙하게 사용하는 직원(일명 “파슬텅(Parseltongues)”)에게는 소셜 미디어 기술, 전략, 암묵적 규칙에 대한 훈련이 필요하지 않을 수 있다. 그러나 소셜 미디어에 익숙하지 않은 직원에게는 공식 또는 비공식적인 훈련이 필요할 수 있다. 브랜드 관리 및 소비자와의 소통은 TV 및 라디오 광고와 같은 전통적 광고 형식과는 소셜 미디어 플랫폼에서 다르게 이루어진다. 예를 들어, 전통적 광고에서는 소비자가 광고에 반응할 수 없지만, 조직이 소셜 미디어에서 심각한 실수나 정치적으로 부적절한 발언을 하는 경우, 고객이나 일반 시민은 즉시 댓글을 달 수 있다.
4. 지식 경영(Knowledge management): 전통적인 중소기업(예: 커피숍, 아이스크림 가게 등)은 주인의 기억을 바탕으로 주요 고객, 그들의 선호, 서비스 기대치를 관리할 수 있었다. 그러나 전국적 또는 다국적 수준으로 운영되는 전자상거래 기업은 온라인에서 발생하는 거래 데이터를 개인 또는 한 팀이 기억만으로 감당할 수 없을 만큼 방대하게 생성하고 있다. 따라서 2010년대의 글로벌 전자상거래 기업들은 일반적으로 자사가 생성하는 방대한 데이터 흐름을 추적, 모니터링, 분석하기 위해 다양한 디지털 도구를 사용하며, 이 과정을 ‘데이터 마이닝(data mining)’이라 부른다.

## 소비자 모니터링, 추적 및 분석
기업들은 점점 더 소셜 미디어 모니터링 도구를 활용하여 웹상에서 자사 브랜드나 제품, 혹은 관련 관심 주제에 대한 온라인 대화를 모니터링하고, 추적하며 분석하고 있다. 이는 홍보 관리 및 광고 캠페인 추적에 유용하게 활용될 수 있으며, 기업들이 소셜 미디어 광고 지출의 투자자본수익률(ROI)을 측정하고, 경쟁업체를 감사하거나, 대중과의 소통을 강화하는 데 도움이 된다. 이러한 도구는 무료로 제공되는 기본 애플리케이션부터 구독 기반의 심층 분석 도구까지 다양하다.
소셜 미디어 추적은 또한 기업이 자사 제품이나 서비스에 대한 비판적인 온라인 게시물에 신속하게 대응할 수 있도록 해준다. 비판적인 게시물에 빠르게 반응하고, 해당 사용자에게 문제 해결을 지원함으로써, 온라인 불만이 자사 제품이나 서비스의 판매에 미칠 수 있는 부정적인 영향을 줄이는 데 도움이 된다. 예를 들어 미국에서는, 만약 고객이 소셜 미디어 웹사이트에서 대형 호텔 체인의 청결 상태나 서비스 기준에 대해 비판한다면, 해당 게시물에 대해 회사 대표자가 즉시 알림을 받아 이를 확인하고, 온라인상에서 부적절한 서비스에 대한 유감을 표현하며, 불만을 제기한 고객에게 다음 구매 시 사용할 수 있는 쿠폰이나 할인 혜택을 제공하는 한편, 문제 재발을 방지하도록 호텔 관리자에게 해당 내용을 전달하겠다고 약속하는 방식으로 대응한다. 이러한 신속한 대응은 기업이 고객을 중요하게 여긴다는 인식을 심어주는 데 효과적이다.
‘허니콤 프레임워크(honeycomb framework)’는 소셜 미디어 서비스가 일곱 가지 기능적 구성 요소 중 일부 또는 전부에 초점을 맞추는 방식을 정의한다. 이러한 구성 요소들은 소셜 미디어 이용자의 참여 욕구를 설명하는 데 도움을 준다. 예를 들어, 링크드인(LinkedIn) 사용자는 주로 정체성, 평판, 관계에 관심을 가지는 반면, 유튜브(YouTube)의 주요 기능은 공유, 대화, 그룹, 평판에 초점을 둔다. 많은 기업들은 자사 브랜드를 중심으로 일곱 가지 기능 구성 요소를 연계시키려는 자체적인 소셜 ‘컨테이너’를 구축한다. 이들은 특정 브랜드, 직업, 취미와 같은 보다 좁은 주제를 중심으로 사람들을 참여시키는 사설 커뮤니티로, 구글플러스(Google+), 페이스북(Facebook), 트위터(Twitter)와 같은 범용 소셜 미디어 컨테이너와는 구별된다. 홍보(PR) 부서들은 소셜 미디어 플랫폼에서 조직이나 개인을 향해 확산되는 부정적인 정서(‘센티멘타이티스(sentimentitis)’로 불림)를 다루는 데 있어 중대한 과제에 직면한다. 이는 발표나 사건에 대한 반응으로 발생할 수 있다. 2011년 기사에서, 얀 H. 키츠만(Jan H. Kietzmann), 크리스토퍼 허켄스(Kristopher Hermkens), 이안 P. 맥카시(Ian P. McCarthy), 브루노 S. 실베스트리(Bruno S. Silvestre)는 ‘허니콤 관계(honeycomb relationship)’를 “정체성, 대화, 공유, 존재, 관계, 평판, 그룹이라는 일곱 가지 기능적 구성 요소를 통해 소셜 미디어를 정의하는 프레임워크”로 설명하였다.

## 사회적 권위
소셜 미디어 마케팅은 “사회적 권위 구축(building social authority)”이라는 과정을 통해 효과를 발휘한다. 소셜 미디어의 핵심 개념 중 하나는 메시지를 완전히 통제할 수 없다는 것이며, 그 대신 기업은 “대화(conversation)”에 참여함으로써 그 대화에서 상당한 영향력을 얻을 수 있기를 기대해야 한다는 것이다. 그러나 이 대화 참여는 신중하고 전략적으로 실행되어야 한다. 사람들은 일반적으로 마케팅에 대해 저항감을 가지고 있으며, 특히 소셜 미디어 플랫폼을 통한 직접적이거나 노골적인 마케팅에 대해서는 더 큰 거부감을 보이기 때문이다. 이는 역설적인 것처럼 보일 수 있지만, 바로 이 점이 신뢰를 기반으로 한 사회적 권위를 구축하는 것이 중요한 주된 이유다. 마케터는 보통 마케팅 메시지만으로 사람들이 호의적으로 반응할 것이라 기대해서는 안 된다. 2008년 에델만 신뢰도 지표 보고서(Edelman Trust Barometer)에 따르면, 응답자의 과반수(58%)는 자신이 신뢰하는 사람, 즉 "나와 같은 사람들"로부터의 기업 및 제품 정보에 가장 많은 신뢰를 보인다고 응답했다. 2010년 신뢰도 보고서에서는 그 선호가 산업 전문가 및 학계 인사로 전환되어 64%의 다수가 이들의 정보를 더 신뢰한다고 답했다. 『Inc. Technology』의 브렌트 리어리(Brent Leary)에 따르면, “이러한 신뢰 상실과 전문가 및 권위자에 대한 선호 현상은 소셜 미디어와 네트워크의 부상과 동시에 나타나고 있다.”

## 시장 조사
소셜 미디어는 시장 조사 측면에서 기업에 중대한 영향을 끼쳤다. 이는 소셜 미디어 플랫폼 사용 증가로 인해 소비자 커뮤니케이션 습관이 변화한 데 따른 것이다. 이러한 변화는 전통적인 조사 방식의 효과를 떨어뜨렸다. 기업들이 오랫동안 사용해온 전화나 이메일을 통한 의사소통 방식은 고객의 의견을 수집하거나 인사이트를 얻는 데 있어 품질과 접근성 측면에서 점차 쇠퇴하고 있다. 그러나 이는 많은 긍정적인 영향을 낳았다. 현대 소비자의 선호에 더 적합한 새로운 시장 조사 방식들이 이를 대체하여 등장하였다.
포커스 그룹이나 설문조사와 같은 구식 시장 조사 방법은 시간과 비용이 많이 든다는 단점이 있다. 반면 소셜 미디어는 타겟 시장과의 소통이나 의견 수렴을 시도할 때 비용이 적게 드는 접근 가능한 새로운 수단을 제공한다. 소비자들은 구매를 고려할 때 종종 소셜 미디어를 통해 브랜드나 다른 소비자들로부터 정보와 조언을 얻는다. 그러므로 많은 사람들에게 있어 소셜 미디어는 의사결정 시 필수적인 도구가 되었다. 페이스북(Facebook)과 트위터(Twitter)는 소비자들이 제품과 서비스에 대해 더 많은 정보를 얻고 상호작용할 수 있는 기회를 제공하는 동시에, 시장 조사 자료를 생성하는 역할도 한다. 이러한 상호작용은 소비자와 브랜드 사이에 지속적인 관계를 형성한다. 이러한 커뮤니케이션에서 발생한 의견과 질문은 타겟 시장을 더 잘 이해하는 데 활용될 수 있다. 시장 조사를 수행할 때 소셜 미디어를 도구로 활용하면, 기업 운영을 개선할 수 있는 효율적이고 강력한 결과를 낼 수 있는 조사 전략을 수립하는 데 도움이 된다.